# 陳忠 (成化己丑進士)
陳忠（1436年—？），字孝卿，河南開封府許州人，民籍。明朝政治人物。進士出身。

## 生平
河南鄉試第一十九名。成化五年（1469年）乙丑科會試第一百三十一名，殿試登進士第三甲第八十九名。

## 家族
曾祖父陳德新。祖父陳榮。父亲陳復學。